# Alfonso di Molina
Alfonso di Leon (1202 – Salamanca, 6 gennaio 1272) fu un principe della Castiglia e del León divenuto in seguito per matrimonio Signore di Molina.

## Origine
Alfonso era figlio del re di León Alfonso IX, e della seconda moglie, Berenguela I, che fu Regina di Castiglia, in quanto, secondo il Chronicon de Cardeña, era fratello del Re di Castiglia e León, Ferdinando III (Infant D. Alfonso qui dicen de Molina è hermano del Rey D. Ferrando), che secondo la cronaca di Alberico delle Tre Fontane, era figlio di Alfonso IX e Berenguela (Berengaria) (Berengaria qui regi Legionensi id est regi Galicie peperita Fernandum successorem regis parvi in Castella et Toledo), che, ancora secondo la cronaca di Alberico delle Tre Fontane, era la figlia primogenita del re di Castiglia, Alfonso VIII e di Eleonora Plantageneta.

Secondo il Chronicon Conimbricensi, Alfonso IX era figlio del re di León Ferdinando II e di Urraca del Portogallo (mense Februario hora tertia in die Ascensionis Domini nauti est Rex Alfonsus filius Regis Fernandi et Dñæ Orace Reginæ), che secondo il Roderici Toletani Archiepiscopi De Rebus Hispaniæ era la terza figlia del re del Portogallo Alfonso I e della principessa Mafalda di Savoia (1125-1158).

## Biografia
Il matrimonio dei genitori dapprima fu accettato da parte della chiesa; poi in seguito, il neoeletto papa Innocenzo III fece pressione affinché il matrimonio fosse annullato e non avendo ottenuto alcun risultato, scagliò l'interdetto sui regni di León e Castiglia, minacciando di dichiarare illegittimi i figli nati dalla coppia. La consanguineità era dovuta al fatto che il padre di Alfonso IX, Ferdinando II, e il nonno di Berenguela, il re di Castiglia Sancho III erano fratelli.
Nel 1204 il matrimonio venne annullato per consanguineità, come riporta il medievalista Britannico Ernest Fraser Jacob e Berenguela tornò in Castiglia e si fece suora.
Assistette alle cattive relazioni tra i due regni durante la sua infanzia, dopo l'annullamento del matrimonio dei suoi genitori, specialmente per i territori situati nella Franja del Carrión e parte della Tierra de Campos. 
Nella Battaglia di Las Navas de Tolosa (1212), suo padre e il re del Portogallo, in contrasto con quelli di Castiglia, Aragona e Navarra furono gli unici sovrani cristiani della penisola iberica che non rispose alla chiamata del papa Innocenzo III per la crociata contro i musulmani, e Alfonso IX approfittò dell'assenza del cugino Alfonso VIII per invadere Castiglia.
Nel 1217, alla morte dello zio, il re di Castiglia, Enrico I, sua madre, Berenguela gli succedette ereditando i titoli di regina di Castiglia di Toledo e dell'Estremadura, ma rinunciò quasi immediatamente al trono in favore del proprio figlio e fratello di Alfonso, Ferdinando.
Nel 1222, suo fratello, Ferdinando III si trovò in disaccordo con Gonzalo Pérez de Lara, signore di Molina, grazie al sostegno di quest'ultimo a Alfonso IX. Ma i due re riuscirono a fare i conti, ratificando il trattato di Zafra nel 1223. Berengaria svolse un ruolo attivo nei negoziati. Lo scopo delle azioni marziali di Gonzalo, inclusa la devastazione di alcuni villaggi vicino a Medinaceli, fu di fomentare una rivolta di nobili castigliani contro Ferdinando a sostegno del padre.
Ferdinando era ora aspramente contrariato all'autonomia di cui godeva Gonzalo e la sua famiglia, la Casa di Lara, una delle più potenti del regno insieme a quella di Haro. Assediò il castello di Zafra, dove Gonzalo si rifugiò con i suoi servitori e la sua famiglia. Gonzalo alla fine si arrese e accettò le condizioni a lui imposte. Il primo di questi fu che la signoria di Molina non sarebbe passata, dopo la sua morte, al figlio di Gonzalo, Pedro González de Lara "il diseredato", ma piuttosto a sua figlia Mafalda González de Lara, che nel frattempo avrebbe sposato l'infante Alfonso. Così la corona avrebbe stabilito il controllo sulla Signoria di Molina. Il trattato di Zafra fu il preludio alla futura annessione della Signoria di Molina da parte della Corona di Castiglia. Pedro González de Lara "il diseredato" partì per il regno di Aragona e si considerò sempre il legittimo signore di Molina. Nel suo ultimo testamento, eseguito nel 1268, lasciò in eredità la signoria all'infante Ferdinando de la Cerda, primogenito del re Alfonso X di Castiglia.
Secondo i cronisti contemporanei, Alfonso era un uomo dotato di considerevoli virtù e di un temperamento calmo. Nel 1230, alla morte di suo padre, avrebbe potuto reclamare il trono di León, poiché Alfonso IX non volle lasciarlo in eredità al suo altro figlio Ferdinando III, che era già il re di Castiglia. Infatti Alfonso IX nominò come suoi eredi le sue due figlie, Sancha e Dolce. Tuttavia, grazie a un cospicuo compenso finanziario, hanno rinunciato al trono di León nel Trattato di Benavente, ratificato con Ferdinando alla presenza dei molti magnati e prelati del regno. Alfonso, che aveva precedentemente rifiutato il trono, fu ricompensato dal re con il suo favore, con distinzioni, e con molti doni, terre e privilegi. Accompagnò il fratello nella maggior parte delle sue campagne militari e fu strettamente identificato con la causa della Reconquista e con tutte le imprese che il re poteva intraprendere.

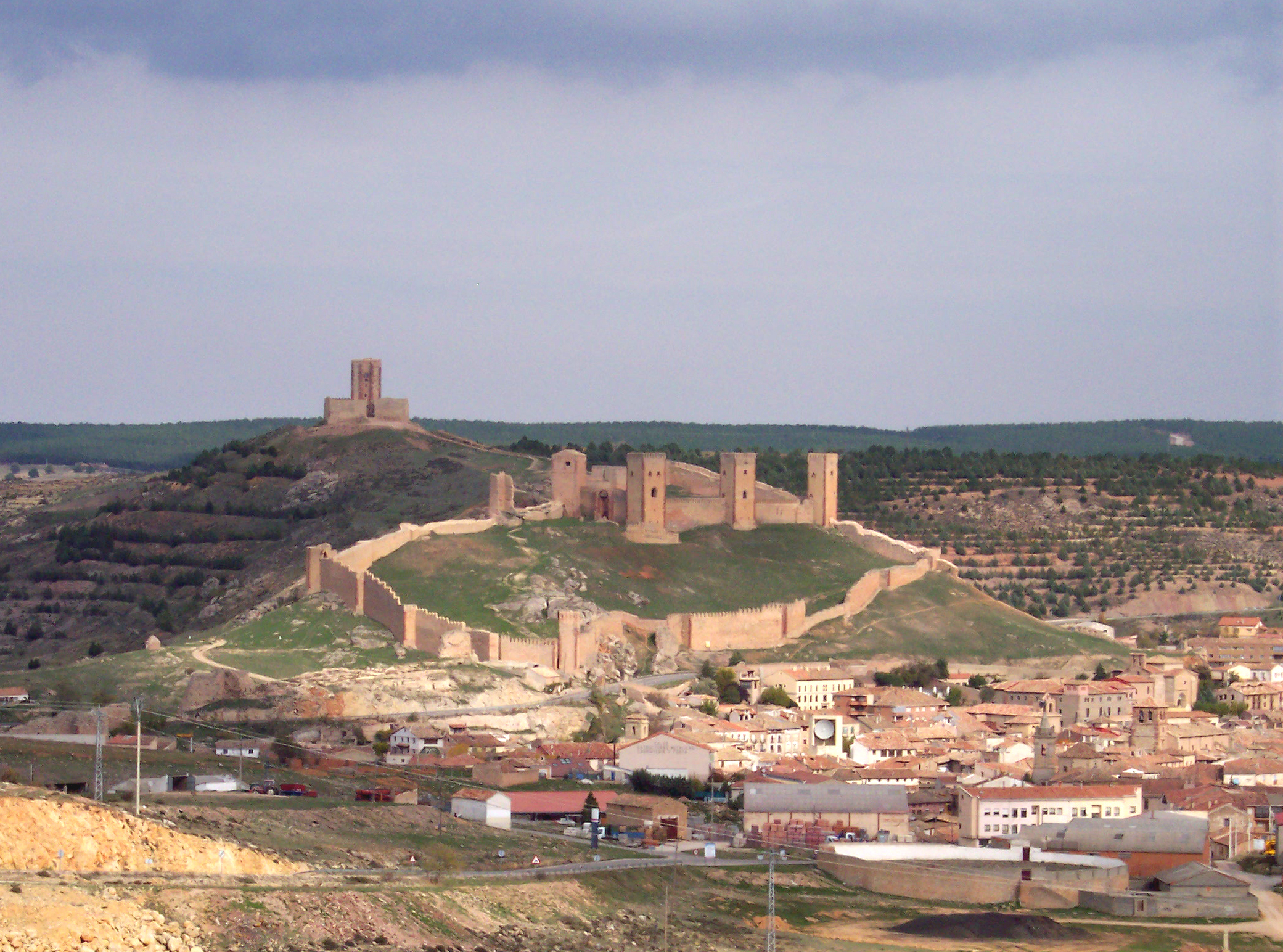
Veduta del castello di Molina de Aragón, sede della Signoria di Molina.

### Campagna in Andalusia e la battaglia di Jerez (1231)
Nel 1231, mentre visitava le principali città di León dopo averne preso possesso, Ferdinando III avrebbe inviato suo figlio l'Infante Alfonso, allora di nove anni che viveva a Salamanca, a devastare i territori del Califfato almohado intorno a Cordova e Siviglia, accompagnato da Álvaro Pérez de Castro "el Castellano" e il magnate Gil Manrique. Tuttavia, vari storici hanno indicato che l'infante Alfonso a cui fanno riferimento le cronache contemporanee non era il figlio del re, ma piuttosto suo fratello Alfonso di Molina.
Da Salamanca e passando per Toledo, si diressero verso Andújar. Da lì, hanno iniziato a devastare la campagna intorno a Cordova, e in seguito la città di provincia di Palma del Río. Sterminarono tutti gli abitanti e si impadronirono della città, quindi proseguirono verso Siviglia e Jerez de la Frontera, e si accamparono lì vicino al fiume Guadalete. L'emiro Ibn Hud, che aveva radunato un grande esercito di sette divisioni, si posizionò tra i castigliani e Jerez, costringendoli a dare battaglia. Durante il successivo ingaggio, noto come Battaglia di Jerez, i castigliani sconfissero Ibn Hud nonostante la sua superiorità numerica.
Dopo la sua vittoria nella battaglia di Jerez, Álvaro Pérez de Castro "il castigliano" tornò in Castiglia e consegnò all'infante Alfonso e a suo padre il re, la città di Palencia.

### Conquiste di Cordova e Siviglia e il regno di Alfonso X (1236-1272)
Nel 1236 Alfonso di Molina si distinse nella conquista di Cordova, l'antica capitale del Califfato di Cordova. Dodici anni dopo, nel 1248, prese parte all'assedio di Siviglia e conquistò la Torre dell'Oro. Occupò anche una parte dell'Alcázar di Siviglia, che era conosciuta come "Le mura dell'infante di Molina".

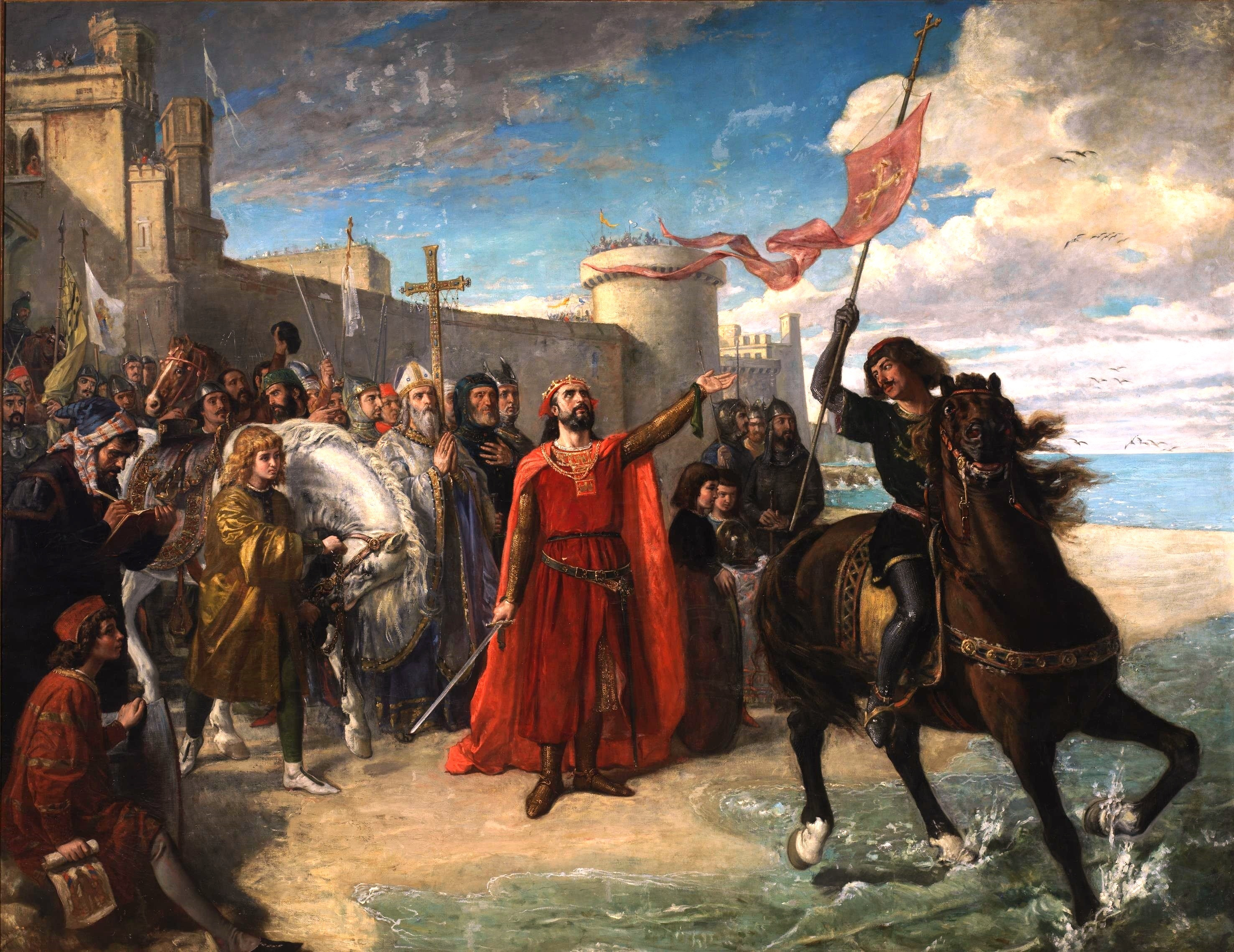
Alfonso X prende possesso del mare dopo la conquista di Cadice, Matías Moreno, 1866.

Nella divisione del territorio di Siviglia proclamato il 1 maggio 1253, quasi un anno dopo la morte di suo fratello Ferdinando III e durante il regno di suo nipote Alfonso X, l'infante Alfonso di Molina ricevette grosse donazioni e fu uno dei maggiori beneficiari della distribuzione della terra a causa del suo status di fratello minore di Ferdinando III. Il defunto re aveva chiesto al figlio Alfonso X nel suo testamento di tenerlo in grande considerazione.

## Matrimoni

### Primo Matrimonio
Nel 1222 ottenne la mano della nobile ereditiera Mafalda de Molina e Mesa, figlia di Gonzalo de Lara. Nel 1240 divenne signore di Molina. Ebbe due figli:
- Ferdinando (1242-1271);
- Bianca (1243-1293)[17], sposò Alfonso Fernández, ebbero due figlie

### Secondo Matrimonio
Dopo la morte di Mafalda nel 1242, Alfonso sposò nel 1244 Teresa Gonzalez de Lara, appartenente sempre alla famiglia de Lara per non perdere il controllo sulle terre della defunta moglie. Ebbero una figlia:
- Giovanna (1246-1281), sposò a López Díaz III de Haro[17], ebbero due figli

### Terzo Matrimonio
Nel 1246 rimase vedovo per la seconda volta e quello stesso anno sposò la nobile ereditiera Mayor, signora di Montealegre e Tiedra e figlia di Alfonso Tellez de Meneses. Ebbero due figli:
- Alfonso (1262-1314), che ereditò le terre della madre;
- Maria Alfonsa (1264-1321)[18], sposò il re Sancho IV di Castiglia.

### Figli illegittimi
Nel corso della sua vita, Alfonso di Molina ebbe anche diversi figli illegittimi da vari rapporti extraconiugali:
- Juan Alfonso di Molina (1225-1293), fu decano della cattedrale di Burgos e successivamente vescovo di Palencia;
- Urraca Alfonso (1225/1230-?), sposò García Gómez Carrillo "el de los Garfios" ("lui dei ganci"), signore di Mazuelo;
- Berengaria Fernández (1230/1235-1272), signora di Melgoso e Caldelas, era la figlia della nobildonna portoghese Teresa Fernández de Bragança. Sposò, Gonzalo Ramírez, figlio di Ramiro Froilaz e sua moglie Aldonza González Girón. Non ebbero figli e Berengaria divenne l'amante di Giacomo I il Conquistatore con il quale ebbe Pedro Fernández, signore di Híjar;
- Leonor Alfonso (1230/1235-?), sposò Alfonso García de Villamayor, signore di Villamayor, Celada e Sisamón;
- Juana Alfonso (1266-?)

## Morte
Nel 1254 entrò nell'Ordine di Calatrava e assicurò che alla sua morte il suo corpo sarebbe stato sepolto nel monastero principale dell'ordine.
Alfonso di Molina morì a Salamanca il 6 gennaio 1272 all'età di 70 anni. Il suo corpo fu sepolto provvisoriamente nel monastero di San Francisco a Salamanca, che non esiste più. In seguito, le sue spoglie furono trasferite a Calatrava la Nueva come specificato nella sua volontà, e collocate in un sontuoso sepolcro che si trovava sotto un arco nella cappella principale della chiesa del monastero. Questo sepolcro e i suoi resti non sono sopravvissuti fino ai giorni nostri.

## Ascendenza
|                           |                         |                          | Genitori                                 |  |  | Nonni |  |  | Bisnonni                 |  |  | Trisnonni            |  |
|                           |                         |                          |                                          |  |  |       |  |  | Alfonso VII di Castiglia |  |  | Raimondo di Borgogna |  |
|                           |                         |                          |                                          |  |  |       |  |  | Alfonso VII di Castiglia |  |  | Raimondo di Borgogna |  |
|                           |                         | Urraca I di León         |                                          |  |  |       |  |  | Alfonso VII di Castiglia |  |  |                      |  |
| Ferdinando II di León     |                         |                          |                                          |  |  |       |  |  | Alfonso VII di Castiglia |  |  |                      |  |
|                           |                         | Berengaria di Barcellona | Raimondo Berengario III di Barcellona    |  |  |       |  |  |                          |  |  |                      |  |
|                           |                         | Berengaria di Barcellona | Raimondo Berengario III di Barcellona    |  |  |       |  |  |                          |  |  |                      |  |
|                           |                         | Berengaria di Barcellona | Dolce I di Provenza                      |  |  |       |  |  |                          |  |  |                      |  |
| Alfonso IX di León        |                         | Berengaria di Barcellona |                                          |  |  |       |  |  |                          |  |  |                      |  |
|                           |                         | Alfonso I del Portogallo | Enrico di Borgogna, conte del Portogallo |  |  |       |  |  |                          |  |  |                      |  |
|                           |                         | Alfonso I del Portogallo | Enrico di Borgogna, conte del Portogallo |  |  |       |  |  |                          |  |  |                      |  |
|                           |                         | Alfonso I del Portogallo | Teresa di León                           |  |  |       |  |  |                          |  |  |                      |  |
| Urraca del Portogallo     |                         | Alfonso I del Portogallo |                                          |  |  |       |  |  |                          |  |  |                      |  |
|                           |                         | Mafalda di Savoia        | Amedeo III di Savoia                     |  |  |       |  |  |                          |  |  |                      |  |
|                           |                         | Mafalda di Savoia        | Amedeo III di Savoia                     |  |  |       |  |  |                          |  |  |                      |  |
|                           |                         | Mafalda di Savoia        | Mahaut d'Albon                           |  |  |       |  |  |                          |  |  |                      |  |
| Alfonso di Molina         |                         | Mafalda di Savoia        |                                          |  |  |       |  |  |                          |  |  |                      |  |
|                           | Sancho III di Castiglia | Alfonso VII di Castiglia |                                          |  |  |       |  |  |                          |  |  |                      |  |
|                           | Sancho III di Castiglia | Alfonso VII di Castiglia |                                          |  |  |       |  |  |                          |  |  |                      |  |
|                           | Sancho III di Castiglia | Berengaria di Barcellona |                                          |  |  |       |  |  |                          |  |  |                      |  |
| Alfonso VIII di Castiglia | Sancho III di Castiglia |                          |                                          |  |  |       |  |  |                          |  |  |                      |  |
|                           |                         | Bianca Garcés di Navarra | García IV Ramírez di Navarra             |  |  |       |  |  |                          |  |  |                      |  |
|                           |                         | Bianca Garcés di Navarra | García IV Ramírez di Navarra             |  |  |       |  |  |                          |  |  |                      |  |
|                           |                         | Bianca Garcés di Navarra | Margherita de l'Aigle                    |  |  |       |  |  |                          |  |  |                      |  |
| Berenguela di Castiglia   |                         | Bianca Garcés di Navarra |                                          |  |  |       |  |  |                          |  |  |                      |  |
|                           |                         | Enrico II d'Inghilterra  | Goffredo V d'Angiò                       |  |  |       |  |  |                          |  |  |                      |  |
|                           |                         | Enrico II d'Inghilterra  | Goffredo V d'Angiò                       |  |  |       |  |  |                          |  |  |                      |  |
|                           |                         | Enrico II d'Inghilterra  | Matilde d'Inghilterra                    |  |  |       |  |  |                          |  |  |                      |  |
| Eleonora d'Inghilterra    |                         | Enrico II d'Inghilterra  |                                          |  |  |       |  |  |                          |  |  |                      |  |
|                           |                         | Eleonora d'Aquitania     | Guglielmo X di Aquitania                 |  |  |       |  |  |                          |  |  |                      |  |
|                           |                         | Eleonora d'Aquitania     | Guglielmo X di Aquitania                 |  |  |       |  |  |                          |  |  |                      |  |
|                           |                         | Eleonora d'Aquitania     | Aénor di Châtellerault                   |  |  |       |  |  |                          |  |  |                      |  |
|                           |                         | Eleonora d'Aquitania     |                                          |  |  |       |  |  |                          |  |  |                      |  |

### Fonti primarie
- (LA)  Monumenta Germaniae Historica, Scriptores, tomus XXIII.
- (LA)  (ES)  #ES España sagrada, Volume 23.
- (LA)  Recueil des historiens des Gaules et de la France. Tome 12.

### Letteratura storiografica
- Rafael Altamira, "La Spagna (1031-1248)", in Storia del mondo medievale, vol. V, 1999, pp. 865–896
- E. F. Jacob, "Innocenzo III", in Storia del mondo medievale, vol. V, 1999, pp. 5–53
- (ES) Raquel Alonso Álvarez, Los promotores de la Orden del Císter en los reinos de Castilla y León: Familias aristocráticas y damas nobles, in Anuario de Estudios Medievales, n. 37/2, Barcelona, Institución Milá y Fontanals (CSIC), 2007,  pp. 653-710, ISSN 0066-5061 (WC · ACNP).
- (ES) Ricardo del Arco y Garay, Sepulcros de la Casa Real de Castilla, Madrid, Instituto Jerónimo Zurita. Consejo Superior de Investigaciones Científicas, 1954, OCLC 11366237.
- (ES) María José Casaus Ballester, La relación de la Casa de Híjar con la Casa Real de Aragón (PDF), in La Península Ibérica entre el Mediterráneo y el Atlántico, siglos XIII-IV (Jornadas celebradas en Cádiz 1-4 abril 2003), Manuel González Jiménez (Coord.), 2006,  pp. 657-676, ISSN 0066-5061 (WC · ACNP). URL consultato il 25 aprile 2019 (archiviato dall'url originale il 4 marzo 2016).
- (ES) Carlos Estepa Díez, Frontera, nobleza y señoríos en Castilla: El señorío de Molina (siglos XII-XIII), in Studia histórica. Historia medieval, n. 24, Salamanca, Universidad de Salamanca, 2006,  pp. 15-86, ISSN 0213-2060 (WC · ACNP).
- (ES) Mercedes Gaibrois de Ballesteros, Historia del reinado de Sancho IV de Castilla, Madrid, Tip. de la Revista de archivos, bibliotecas y museos, 1922, OCLC 5332259.
- (ES) Manuel González Jiménez, Alfonso X el Sabio, 1st, Barcelona, Editorial Ariel S. A., 2004, ISBN 84-344-6758-5.
- Antonio Herrera Casado, Molina de Aragón: veinte siglos de historia, Vol. 33 de Tierra de Guadalajara, Guadalajara, AACHE Ediciones, 2000, ISBN 84-95179-42-3.
- (ES) Manuel Manrique de Lara y Velasco, La autonomía histórica del señorío de behetría de linaje de Molina, in Hidalguía, n. 154-155, Madrid, Ediciones Hidalguía, 1979, ISSN 0018-1285 (WC · ACNP).
- (ES) Gonzalo Martínez Díez, La conquista de Andujar: su integración en la Corona de Castilla, in Boletín del Instituto de Estudios Giennenses, n. 176, Jaén, Instituto de Estudios Giennenses, 2000,  pp. 615-644, ISSN 0561-3590 (WC · ACNP).
- (ES) José María Quadrado, Salamanca, Ávila y Segovia, Ed. de Daniel Cortezo y Ca., 1884.
- (ES) Antonio Sánchez de Mora, La nobleza castellana en la plena Edad Media: el linaje de Lara. Tesis doctoral. Universidad de Sevilla, 2003.
- (ES) Antonio Sánchez de Mora, Nuño González de Lara: "El más poderoso omne que sennor quiese e más honrado de Espanna", in Historia, instituciones, documentos, n. 31, Sevilla, Universidad de Sevilla, 2004, ISSN 0210-7716 (WC · ACNP).